# 阿勒格嫩達河

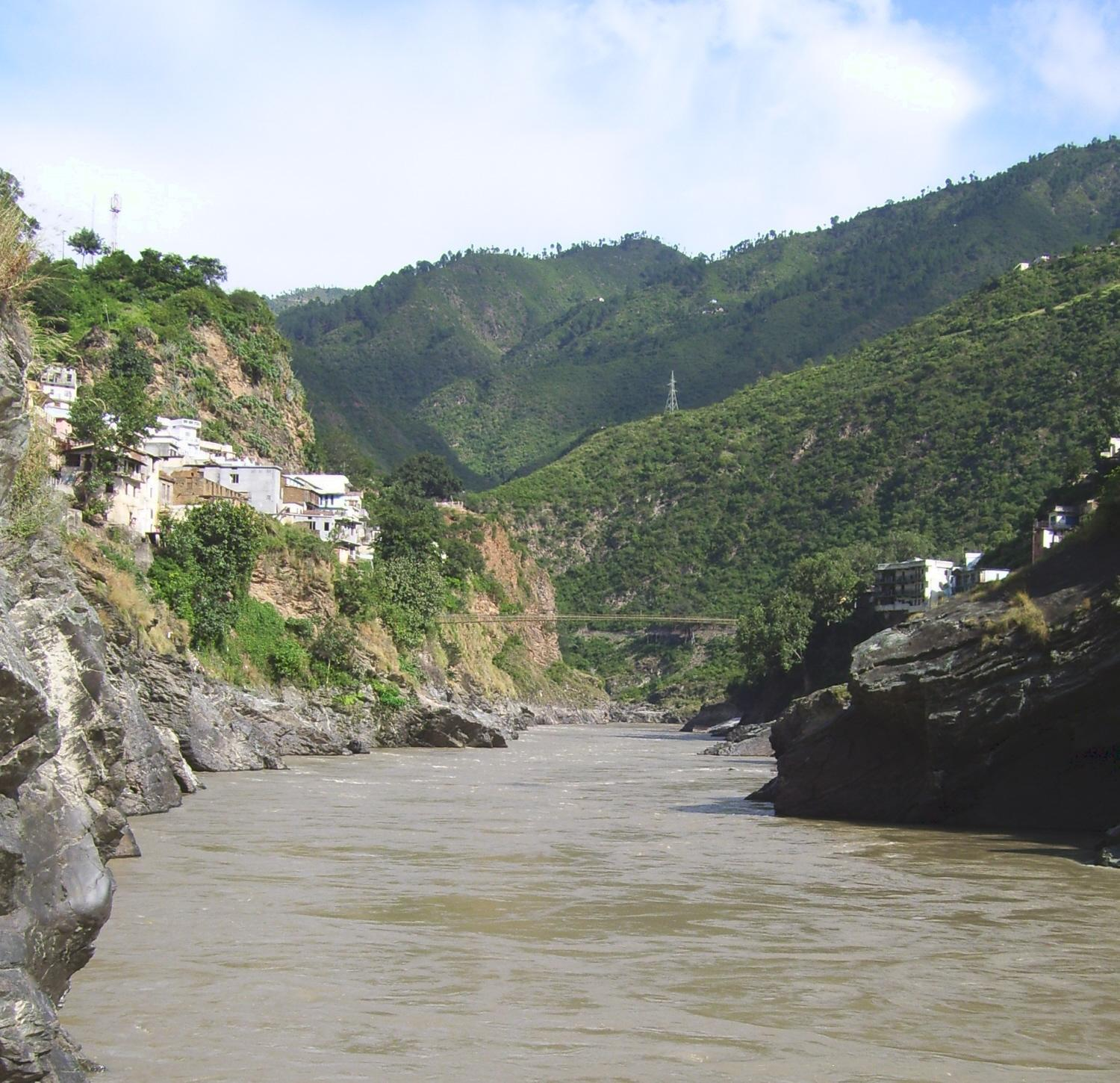

阿勒格嫩達河（Alakanandā）是印度的河流，位於北阿坎德邦，是恆河的東源，河道全長190公里，流域面積1萬0882平方公里，平均流量每秒439.36立方米。阿勒格嫩達河流至特赫里加瓦爾縣南部的德沃普拉耶格，與西源帕吉勒提河匯集後，始稱恆河。

## 外部連結
- 维基共享资源上的相關多媒體資源：阿勒格嫩達河
- Alaknanda River （页面存档备份，存于） Britannica.com
- Prayags at GMVN

30°08′N 78°36′E / 30.133°N 78.600°E